# Tong Poo
"Tong Poo" (em japonês: 東風, romaji: Tompū, em inglês: Tong Poo, em chinês simplificado: 东风) é uma música da Yellow Magic Orchestra (YMO). Foi composta por Ryuichi Sakamoto e está incluída no álbum 'Yellow Magic Orchestra', lançado em 1978.

## Contexto
Uma das obras representativas de Ryuichi Sakamoto. O título da música foi tirado do filme 'Furyo', dirigido por Jean-Luc Godard. Também era o nome de um restaurante chinês frequentado pelos membros da banda na época. 
No Reino Unido, foi lançado como single, gerando empolgação nos shows ao vivo do YMO em Londres. A versão de 'Public Pressure' é de uma gravação ao vivo em Londres, confirmando a atmosfera animada.

## Produção
Esta música foi escrita por Sakamoto inspirado na Orquestra Sinfônica de Pequim (ZH). Na época, ele comprou um disco que colocava música nos poemas de Mao Zedong após a Revolução Cultural, e encontrou uma música que gostou como referência.
Na versão remixada nos Estados Unidos do álbum, a música foi renomeada para "Yellow Magic (Tong Poo)" e incluiu vocais de Minako Yoshida na seção intermediária. Esses vocais já estavam gravados durante a produção do álbum, e na versão "Special DJ Copy" para a promoção no Japão e para singles de 12 polegadas no exterior, os vocais de Yoshida foram mixados.
Yukihiro Takahashi mencionou sobre esta música: "Ela mostra claramente a influência de Debussy, e aprendi muito com isso".
No álbum de Sakamoto "BTTB(Regular Version)", há uma versão feita por ele mesmo ao piano em dueto.

## Single (versão do Reino Unido)

### Lista de faixas
Todas as faixas escritas e compostas por Yellow Magic Orchestra. 
| Disco de Vinil 7" |                           |                  |         |  |
| N.º               | Título                    | Música           | Duração |  |
| 1.                | "Yellow Magic (Tong Poo)" | Ryuichi Sakamoto | 3:25    |  |
| 2.                | "Cosmic Surfin"           | Haruomi Hosono   | 3:24    |  |
| Duração total:    | Duração total:            | Duração total:   | 6:49    |  |

Todas as faixas escritas e compostas por Yellow Magic Orchestra. 
| Disco de Vinil 12" |                           |                  |         |  |
| N.º                | Título                    | Música           | Duração |  |
| 1.                 | "Yellow Magic (Tong Poo)" | Ryuichi Sakamoto | 6:20    |  |
| 2.                 | "Cosmic Surfin"           | Haruomi Hosono   | 4:27    |  |
| Duração total:     | Duração total:            | Duração total:   | 10:47   |  |

## Álbuns incluídos
- YMO
  - Yellow Magic Orchestra (1978) - Original
  - Yellow Magic Orchestra (US Version) (1979) - [mix dos EUA]
  - Public Pressure (1980) - Ao Vivo
  - After Service (1984) - Ao Vivo
  - Sealed (1984)
  - Faker Holic (1991) - Ao vivo
  - Techno Bible (1992)
  - YMO versus THE HUMAN LEAGUE (1993) - FIRECRACKER〜TONG POO [REMIX]
  - Technodon Live (1993) - Ao Vivo
  - Live At Kinokuni-Ya Hall 1978 (1994) - Ao vivo
  - Over Seas Collection (1995) - versão de 7" no Reino Unido, versão de 7" nos EUA
  - World Tour 1980(1996) - Ao Vivo
  - Live At The Greek Theatre 1979 (1997) - Ao vivo
  - SUPER BEST OF YMO (1997)
  - YMO GO HOME! (1999) - [SPECIAL DJ COPY]
  - ONE MORE YMO (2000)
  - UC YMO (2003)

## Covers
- Ryuichi Sakamoto
  - Ryuichi Sakamoto Trio World Tour 1996 (1996)
  - BTTB (Regular Version) (1999)
- Akiko Yano
  - Gohan ga dekitayo (1980)
Inclui letras adicionadas por Yano que não estão na versão original. Além disso, uma versão com letra cantada por Yano já tinha sido apresentada antecipadamente em shows como o "Cactugi Session" organizado por Sakamoto em 1979.
  - Concerto de entrega (1994)
  - Welcome to Jupiter (2015)
- THE MAD CAPSULE MARKETS ( TAKESHI / MOTOKATSU ) & KEI KUSAMA
  - YMO REMIXES TECNOPOLIS 2000-01 (1999)
- Produzido por Kazumi Ichimiya: 'Asuka from Tentei Gagaku'
  - Tenchi Musou (2008) Inclui um comentário obi de Ryuichi Sakamoto.
- fox capture plan
  - WALL (2014)